# Polona
Polona – polska biblioteka cyfrowa, w której udostępniane są zdigitalizowane książki, czasopisma, grafiki, mapy, muzykalia, druki ulotne oraz rękopisy pochodzące ze zbiorów Biblioteki Narodowej oraz instytucji współpracujących.

## Zbiory
Na dzień 12 października 2017 w Polonie znajdowało się 2 016 037 obiektów, spośród których 863 400 dostępnych było w domenie publicznej lub na licencjach. Każdego dnia zbiory Polony poszerzają się o nawet 2000 obiektów. Dostęp do materiałów chronionych prawem autorskim jest możliwy na terminalach w czytelniach Biblioteki Narodowej lub za pośrednictwem Cyfrowej Wypożyczalni Publikacji Naukowych Academica.

## Historia i plany

### cBN Polona[a]
Na mocy zarządzenia nr 46/2006 Dyrektora BN z 28 lipca powołano do istnienia cBN Polona. Dnia 9 października 2006 Polonę udostępniono pod adresem www.polona.pl oraz witrynę BN – www.bn.org.pl. Natomiast 6 grudnia 2006 uruchomiono zaktualizowaną wersję, którą wzbogacono o dodatkowe funkcjonalności i zmienioną szatę graficzną.

### Polona 2.0
Dnia 20 czerwca 2013 uruchomiono Polonę 2.0. Interfejs 2.0 Cyfrowej Biblioteki Narodowej był pisany przez Laboratorium EE Design – Huncwot na zlecenie Biblioteki Narodowej i Naukowej i Akademickiej Sieci Komputerowej. Polona 2.0 wyposażona została w technologie wspomagające wyszukiwanie: filtry, przeszukiwanie pełnotekstowe, podpowiedzi oparte na semantycznych relacjach oraz wiele innych narzędzi, w tym umożliwiające płynne przybliżanie obrazu – tzw. deep zoom image.

### Polona/2miliony

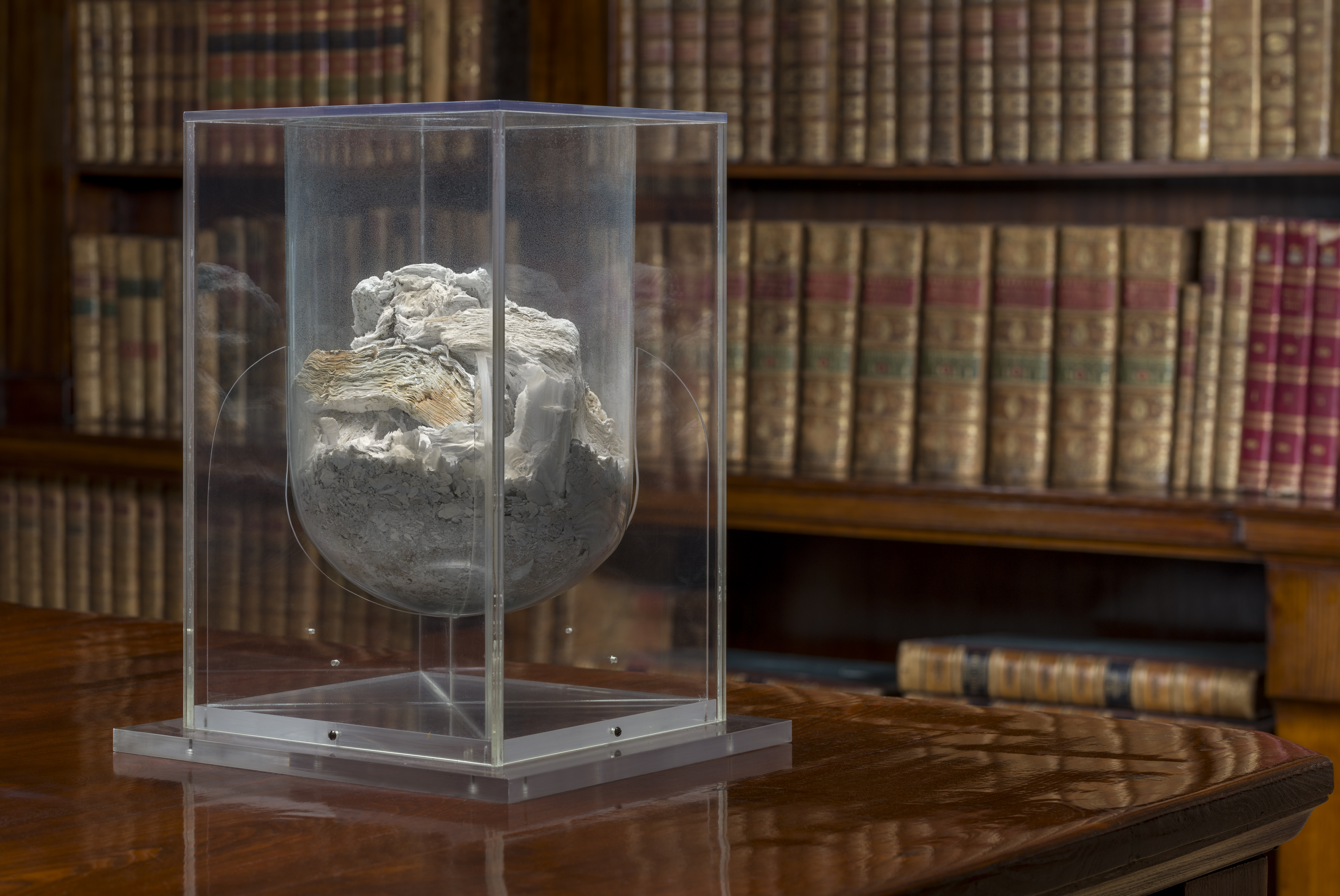
Urna zawierająca prochy starodruków i rękopisów pochodzących z warszawskich bibliotek zgromadzonych w budynku Biblioteki Ordynacji Krasińskich przy ul. Okólnik 9. Zniszczenia dokonał oddział Brandkommando po upadku powstania warszawskiego (krótko przed 14 października). Dwumilionowy obiekt w Polonie

W dniu 2 października 2017 roku uruchomiono nową wersję Polony, która nosi nazwę Polona/2miliony (wersja robocza nosiła nazwę Polona 3.0). Wynika to z faktu, iż w Polonie udostępnione jest obecnie ponad 2 miliony obiektów. Dwumilionowym obiektem została urna z prochami starodruków i rękopisów spalonych po upadku powstania warszawskiego w Bibliotece Ordynacji Krasińskich przy ul Okólnik 9.
Polona/2miliony łączy się z wprowadzeniem kilku funkcjonalności takich jak: wyszukiwanie zaawansowane, panel prasy, czy kolekcje prywatne.

### OMNIS
We wrześniu 2019 roku Biblioteka Narodowa zamknęła projekt Omnis, w ramach wdrożono 3 e-usługi: Polona dla Bibliotek pozwalająca bibliotekom przekazywać swoje zdigitalizowane zbiory do repozytorium Biblioteki Narodowej, Zintegrowana wyszukiwarka Omnis pozwalająca na przeszukiwanie z jednego miejsca zbiorów wszystkich bibliotek w Polsce oraz Repozytorium wydawnicze e-isbn, która pozwala na udostępnianie w jednym miejscu zestandaryzowanych informacji o istniejących i planowanych publikacjach.

### Patrimonium
Od stycznia 2017 r. zasoby Polony powiększane są dzięki realizacji projektu „Patrimonium – digitalizacja i udostępnienie polskiego dziedzictwa narodowego ze zbiorów Biblioteki Narodowej oraz Biblioteki Jagiellońskiej”. W ciągu 3 lat w ramach „Patrimonium” dwie największe książnice w Polsce zamierzają zdigitalizować i udostępnić w cyfrowej Bibliotece Narodowej ponad milion obiektów z domeny publicznej, które będzie można wykorzystać nie tylko w celach naukowych czy edukacyjnych, ale także artystycznych i komercyjnych.

### Patrimonium – zabytki piśmiennictwa
Rozpoczęty w lipcu 2020 roku projekt jest kontynuacją projektu Patrimonium. Do czerwca 2022 roku zdigitalizowane zostanie 140 tys. obiektów, w tym ponad 20 tys. starych druków, 4 tys. map oraz 2,5 tys. rękopisów. 

## Funkcjonalności

### Wyszukiwanie proste
Wyszukiwanie proste umożliwia formułowanie prostych zapytań odnoszących się do jednej lub dwóch metadanych (np. autor, tytuł; autor, słowo kluczowe; tytuł, data).

### Wyszukiwanie pełnotekstowe
Zaznaczenie opcji Przeszukuj treść spowoduje, że wyszukiwarka będzie przy przeszukiwaniu uwzględniać treści obiektów cyfrowych dostępnych w Polonie. Funkcjonalność uwzględnia obiekty, które posiadają warstwę tekstową (OCR), lub powstały jako pliki cyfrowe (np. natywne pliki pdf). Przy takim wyszukiwaniu część dokumentów nie zostanie uwzględniona: przede wszystkim rozmaite zbiory ikonograficzne, mapy oraz rękopisy, ale także niektóre stare druki czy dokumenty drukowane o niestandardowej typografii.

### Wyszukiwania zaawansowane
Wyszukiwanie zaawansowane pozwala na szczegółowe zapytanie i odnalezienie w Polonie konkretnego obiektu lub grupy obiektów o pożądanych cechach. Kryteria wyszukiwania to rozwijane listy, które umożliwiają zawężenie wyszukiwania do konkretnych metadanych obiektu: tytułu, autora, miejsca wydania, słowa kluczowego, wydawcy, częstotliwości wydawania (dla czasopism), źródła (czyli miejsca, gdzie przechowywany jest fizyczny obiekt, np. Biblioteka Narodowa, Biblioteka Jagiellońska), sygnatury. Możliwe jest również wyszukiwanie pełnotekstowe dzięki wprowadzeniu w kryteriach pola treść.
Kryteria mogą być łączone za pomocą podstawowych operatorów logicznych: ORAZ (służącego do bezwzględnego łączenia poszukiwanych metadanych) i LUB (pozwalającego na uzyskiwanie w wynikach wyszukiwania zarówno kombinacji poszukiwanych fraz, jak i ich wystąpień odrębnych).
Można zawęzić poszukiwane obiekty według kategorii obiektów (tj. książki, czasopisma, druki ulotne, pocztówki, fotografie, grafika i rysunki, mapy i atlasy, nuty, rękopisy), a także do języka, w jakim został przygotowany dany obiekt. Należy wówczas samodzielnie wpisać w formie przymiotnikowej nazwę języka, np. „polski” lub „łaciński” (ale: „jidysz”).
Istnieje także możliwość wyszukania z dokładnością do dnia wydania obiektów pochodzących z danego zakresu czasowego (data publikacji). Jeśli interesuje nas tylko rok wydania, pozostałe wartości uzupełnią się automatycznie na 1 stycznia.

### Filtrowanie wyników wyszukiwania
Wyniki wyszukiwania można filtrować korzystając z różnych faset: autor, źródło (instytucja, która dostarcza obiekty cyfrowe do Polony, np. Biblioteka Narodowa), wydawca (nazwa wydawnictwa lub imię i nazwisko drukarza), język, częstotliwość (pozwala filtrować czasopisma ze względu na częstotliwość ukazywania się, np. dzienniki, tygodniki), gatunek, słowa kluczowe oraz czas.
Faseta czas służy do filtrowania wyników według czasu powstania dokumentu. Aby to zrobić, należy samodzielnie wpisać wybrany przedział czasowy. Zakres dat można wpisać z dokładnością do dnia, ale nie jest to konieczne; w przypadku wpisania tylko daty rocznej, wartości dni i miesięcy domyślnie ustawią się na 1 stycznia. Okienko filtrowania według czasu znajduje się na samym dole panelu filtrów fasetowych.

### Zakładki i notatki
Zalogowany użytkownik ma możliwość dodawania notatek i zakładek, które zapisują się na jego indywidualnym koncie. Umożliwia to m.in. łatwe przejście do konkretnej strony w wyszukanym obiekcie, dla przykładu wielostronicowej książce.
Zakładki i notatki widoczne są także w kolekcjach użytkownika.

### Panel prasy
W panelu prasy można systematyczne przeszukiwać wydania czasopism. Uwzględniono tylko niektóre tytuły, zwłaszcza te o wysokiej częstotliwości publikacji lub pełnej dostępności w Bibliotece Narodowej. Można filtrować tytuły prasy według miejsca wydania oraz według częstotliwości wydawania danego tytułu lub wyszukać wydawnictwo na podstawie tytułu.

### Instytucje
W Polonie prezentowane są nie tylko zbiory Biblioteki Narodowej, lecz również częściowe zbiory, zgrupowane w postaci kolekcji, z Narodowego Instytutu Fryderyka Chopina, Instytutu Teatralnego, Międzynarodowego Centrum Kultury w Krakowie (częściowo publikacje na otwartych licencjach), Biblioteki XX. Czartoryskich, biblioteki Zakonu Franciszkanów w Krakowie oraz Państwowego Muzeum Etnograficznego. Lista instytucji przechowujących swoje obiekty w serwisie, dostępna jest z menu głównego pod hasłem „Instytucje”. Po wybraniu interesującej nas instytucji mamy dostęp do jej podstrony oraz stworzonych przez nią kolekcji tematycznych.

### Kolekcje
Zbiory Polony mogą być udostępniane tematycznie jako grupa obiektów na stronie polona.pl. Daje to możliwość prezentowania zasobów Biblioteki Narodowej, popularyzacji wybranych fragmentów dziedzictwa kulturowego świata, a zwłaszcza dziedzictwa kulturowego Polski. Przykładami kolekcji w Polonie są: Plany Warszawy/XVI-XX wiek, Fryderyk Chopin, Wieliczka na mapach Houndiusa, Jak ułożyć psa, Polecam przeczytać Schopenhauera, Literatura Jidysh, Sztetl, Wydawnictwa konspiracyjne. Kolekcje są opisane krótkim wstępem. Obecnie w kolekcjach publicznych nie ma dostępu do opcji zakładek i notatek.

### Kolekcje prywatne
Zalogowani użytkownicy mogą tworzyć własne kolekcje i gromadzić w nich obiekty.

## Blog Polona
Funkcje Promocyjne spełnia Blog Polona. Jest to kolekcja kilkudziesięciu artykułów, w których omawiane są najciekawsze obiekty znajdujące się w Polonie. Artykuły uporządkowane są w kategorie takie jak „ciało”, „kulinaria”, czy „podróże”.

## Oprogramowanie
W tabelach pokazane są przykładowe wywołania obiektów znajdujących się w Polonie poprzez odwołanie do repozytorium cyfrowego Biblioteki Narodowej. Struktura tego rekordu opiera się na identyfikatorze (ID) nadawanym podczas digitalizacji, numeru strony, oraz (od wersji Polona 3) informacji na temat czasopisma w postaci mniej lub bardziej pełnych metadanych (w przypadku czasopism zazwyczaj jest to tytuł obiektu, data wydania, rok wydania i numer wydania).
| Wersja                       | Przykładowy rekord                                                   |
| ---------------------------- | -------------------------------------------------------------------- |
| Polona 1.0                   | http://www.polona.pl/dlibra/doccontent2?id=241                       |
| Polona 2.0                   | http:/polona.pl/item/296844                                          |
| Polona/2miliony (Polona 3.0) | https://polona.pl/item/krzyzacy-powiesc-historyczna,Mjk2ODQ0/1/#item |
| Academica                    | https://academica.edu.pl/reading/readSingle?cid=294633&uid=296844    |

| Wersja          | Przykładowy rekord                                                                                 |
| --------------- | -------------------------------------------------------------------------------------------------- |
| Polona 2.0      | http://polona.pl/item/9472848/11/                                                                  |
| Polona/2miliony | https://polona.pl/item/nasz-przeglad-organ-niezalezny-r13-nr-216-31-lipca-1935,OTQ3Mjg0OA/11/#item |
| Academica       | https://academica.edu.pl/reading/readSingle?page=12&uid=9472848                                    |